# Рибальченко Вадим Валерійович
Вади́м Вале́рійович Риба́льченко (* 24 листопада 1988) — український футболіст, нападник «Буковини».

## Кар'єра
Вихованець футбольної школи київського «Арсенала», у змаганнях ДЮФЛ 2005 року також виступав за київську команду ФК «Відрадний». 
З 2005 року почав залучатися до матчів команди дублерів «Арсенала», а 15 жовтня 2006 року дебютував у складі основної команди клубу у матчах чемпіонатів України, вийшовши на заміну у грі проти харківського «Металіста». Другу половину сезону 2006—2007 провів у таборі другої команди київського «Динамо», закріпитися у динамівській команді не зміг і повернувся до «Арсенала», де знову грав здебільшого у першості дублюючих (молодіжних) складів.
Сезон 2009—2010 провів в оренді у луцькій «Волині». Допоміг команді вибороти друге місце по результатах турніру першої ліги та, відповідно, підвищення у класі до Прем'єр-ліги українського чемпіонату. По завершенні сезону повернувся до «Арсенала».
У серпні 2011 року перейшов до «Буковини»

## Досягнення
- Срібний призер чемпіонату України в першій лізі: 2010